# 穆拉德一世 (突尼斯)
穆拉德贝伊（‎，—1631年:41），奥斯曼帝国官员、将领，曾任突尼斯省贝伊。

## 生平
穆拉德贝伊出身热那亚共和国科西嘉的卡尔维，本名贾科莫·森蒂（法語：Jaques Senty）。9岁时，穆拉德被突尼斯柏柏尔海盗俘获，后被卖给马穆鲁克出身的突尼斯首任贝伊拉姆丹贝伊。1613年，穆拉德被哈姆达贝伊提拔为中尉（kahia），每年率军两次对突尼斯腹地各部落进行巡视（称麦哈拉），征收贡赋、稳固腹地。他与实际掌控突尼斯的优素福迪伊建立合作，并在哈姆达贝伊1613年去世后继任为新的贝伊。穆拉德贝伊凭借海盗活动获得不菲的家产:41。
1631年，穆拉德贝伊在去世前获得奥斯曼帝国政府授予的帕夏称号，去世后其子哈姆达经优素福迪伊同意继任为新的贝伊。1640年，优素福迪伊去世。哈穆达贝伊随后取得对突尼斯的实际控制，开启了穆拉德王朝对突尼斯的统治:41。

## 相关
穆拉德贝伊在位期间的1618年，突尼斯政府对凯鲁万大清真寺进行修缮。